# 罗伯特·库什曼·墨菲
罗伯特·库什曼·墨菲（1887年4月29日—1973年3月20日）是一位美国鸟类学家，美國自然史博物館策展人，曾在1950年代再发现了被认为灭绝了330年的百慕大海燕，墨氏圆尾鹱（Pterodroma ultima）和南极洲的墨菲火山以其姓氏命名。